# Amerikanisering
Amerikanisering er et begreb, der bruges om den indflydelse Amerikas Forenede Stater har på andre landes kultur, hvilket kan resultere i, at en given kultur erstattes af amerikansk kultur. Ordet kan både have positiv og negativ betydning.

## Trivia
Arthur Koestler beskrev i sin bog The Lotus and the Robot amerikanisering som cocacolonization (coca-kolonisering), med hentydning til Coca-Cola som et symbol på amerikansk kultur.

## Medier
Et eksempel på amerikanisering er at ca. 80 % af film i dansk tv er engelsksprogede. De sidste 20 % deles af danske film, og ikke-engelsksprogede udenlandske film. Det betyder at at film fra USA (og i nogen grad også Storbritannien) bliver voldsomt dominerende, og deres kulturelle dominans tilsvarende stor.

Det samme forhold gælder inden for f.eks. popmusik, hvor det engelske sprog og amerikansk kultur dominerer på samme måde. En del danske kunstnere vælger derfor at synge udelukkende på engelsk.

## Forskning
På Syddansk Universitet udføres under ledelse af Klaus Petersen, Nils Arne Sørensen, Dorthe Gert Simonsen og Søren Hein Rasmussen et forskningsprojekt ”Amerikansk på Dansk Arkiveret 14. juni 2010 hos  Wayback Machine” som vil afdække, hvordan amerikaniseringen påvirkede og var med til at forandre Danmark i perioden 1945-75. Projektet er støttet af Forskningsrådet for Kultur og Kommunikation og ventes afsluttet januar 2011.